# Campeonato Europeo de Lucha de 1949
El XVIII Campeonato Europeo de Lucha se celebró en Estambul (Turquía) en el año 1949 bajo la organización de la Federación Internacional de Luchas Asociadas (FILA) y la Federación Turca de Lucha. Solamente se compitió en las categorías del estilo libre. Participantes de países no europeos con tradición en lucha fueron aceptados en este campeonato.

## Resultados

### Lucha libre
| Evento | Oro                       | Plata                   | Bronce                        |
| ------ | ------------------------- | ----------------------- | ----------------------------- |
| 52 kg  | Ali Yücel Turquía         | Mansur Raisi Irán       | Bengt Johansson · Suecia      |
| 57 kg  | Nasuh Akar Turquía        | Kurt Pettersén · Suecia | Sayed Hafez Shehata Egipto    |
| 62 kg  | Olle Anderberg · Suecia   | Hasan Sadian Irán       | Nurettin Zafer Turquía        |
| 67 kg  | Servet Meriç Turquía      | Abdolah Moytabavi Irán  | Paavo Pihlajamäki · Finlandia |
| 73 kg  | Celal Atik Turquía        | Ali Gafari Irán         | Per Berlin · Suecia           |
| 79 kg  | Yaşar Doğu Turquía        | Axel Grönberg · Suecia  | Muhamad Musa Egipto           |
| 87 kg  | Adil Candemir Turquía     | Viking Palm · Suecia    | Nasir Yavid Irán              |
| +87 kg | Bertil Antonsson · Suecia | Muharrem Candaş Turquía | Natale Vecchi · Italia        |

## Medallero
| Núm. | País      | Oro | Plata | Bronce | Total |
| ---- | --------- | --- | ----- | ------ | ----- |
| 1    | Turquía   | 6   | 1     | 1      | 8     |
| 2    | Suecia    | 2   | 3     | 2      | 7     |
| 3    | Irán      | 0   | 4     | 1      | 5     |
| 4    | Egipto    | 0   | 0     | 2      | 2     |
| 5    | Finlandia | 0   | 0     | 1      | 1     |
| 5    | Italia    | 0   | 0     | 1      | 1     |
|      | TOTAL     | 8   | 8     | 8      | 24    |